# ناو کلاس بگاتیر
کروزر کلاس بگاتیر (به انگلیسی: Bogatyr-class cruiser) یک کلاس از کشتی است که طول آن ۱۳۴ متر (۴۳۹ فوت ۸ اینچ) می‌باشد.